# Fred Warner
Frederico Anthony Warner (nacido el 19 de noviembre de 1996) es un jugador profesional estadounidense de fútbol americano que juega en la posición de linebacker y actualmente milita en los San Francisco 49ers de la National Football League (NFL).

## Biografía
Warner asistió a la preparatoria Mission Hills High School en San Marcos, California, donde practicó fútbol americano. Al finalizar la preparatoria, fue considerado como un atleta de cuatro estrellas y el 15.º mejor outside linebacker de la nación por Rivals.com.
Posteriormente, asistió a la Universidad Brigham Young donde jugó con los BYU Cougars desde 2014 hasta 2017. En cuatro años en BYU, Warner fue titular en los últimos tres años y registró 262 tacleadas totales, 32 tacleadas para pérdida, 6.5 capturas (sacks), siete intercepciones (devolvió dos para touchdowns), cinco recuperaciones de balones sueltos, tres balones sueltos forzados y 13 pases desviados. Las siete intercepciones de su carrera ocupan el segundo lugar en la historia de la escuela entre los apoyadores.

## Carrera

### San Francisco 49ers
Warner fue seleccionado por los San Francisco 49ers en la tercera ronda (puesto 70) del Draft de la NFL de 2018, y firmó un contrato de cuatro años por $3.97 millones con un bono por firmar de $1.01 millones. El entrenador en jefe Kyle Shanahan nombró a Warner como apoyador medio titular para comenzar la temporada 2018, junto a los apoyadores externos Mark Nzeocha y Malcolm Smith. Warner inició los 16 juegos durante su año de novato y registró 124 tacleadas combinadas (85 en solitario), seis desvíos de pase y un balón suelto forzado. Las 124 tacleadas de Warner ocuparon el puesto 12 entre todos los jugadores y el tercero entre todos los novatos en 2018.
En 2019, Warner fue nombrado Jugador Defensivo del Mes de la NFC por su desempeño en noviembre. Terminó la temporada con 118 tacleadas, tres capturas, tres balones sueltos forzados y una intercepción que devolvió para touchdown. Durante el Super Bowl LIV contra los Kansas City Chiefs, Warner registró siete tacleadas e interceptó un pase lanzado por Patrick Mahomes en la derrota por 31-20.
En 2020, Warner acumuló 14 tacleadas, tres pases defendidos, un balón suelto forzado y una recuperación del balón suelto en la victoria por 20-12 sobre los Arizona Cardinals en la Semana 16 de la temporada, por lo que fue nombrado como el Jugador Defensivo de la Semana de la NFC. Culminó la temporada con 125 tacleadas, una captura, un balón suelto forzado y dos intercepciones, por lo que fue invitado a su primer Pro Bowl y fue nombrado al primer equipo All-Pro.
El 21 de julio de 2021, Warner firmó una extensión récord de cinco años con los 49ers por valor de $95 millones con $40.5 millones garantizados.

## Estadísticas generales
|  | Seleccionado al Pro Bowl |

| Año   | Equipo | Juegos | Juegos | Tacleadas | Tacleadas | Tacleadas | Tacleadas | Intercepciones | Intercepciones | Intercepciones | Intercepciones | Intercepciones | Intercepciones | Balones sueltos | Balones sueltos | Balones sueltos | Balones sueltos |
| Año   | Equipo | GP     | GS     | Comb      | Total     | Ast       | Sck       | PDef           | Int            | Yds            | Avg            | Lng            | TDs            | FF              | FR              | Yds             | TDs             |
| ----- | ------ | ------ | ------ | --------- | --------- | --------- | --------- | -------------- | -------------- | -------------- | -------------- | -------------- | -------------- | --------------- | --------------- | --------------- | --------------- |
| 2018  | SF     | 16     | 16     | 124       | 85        | 39        | 0.0       | 6              | --             | --             | --             | --             | --             | 1               | 1               | 0               | 0               |
| 2019  | SF     | 16     | 16     | 118       | 89        | 29        | 3.0       | 9              | 1              | 46             | 46.0           | 46             | 1              | 3               | 0               | --              | --              |
| 2020  | SF     | 16     | 16     | 125       | 79        | 46        | 1.0       | 6              | 2              | 3              | 1.5            | 3              | 0              | 1               | 2               | 0               | 0               |
| Total | Total  | 48     | 48     | 367       | 253       | 114       | 4.0       | 21             | 3              | 49             | 16.3           | 46             | 1              | 5               | 3               | 0               | 0               |

Fuente: Pro-Football-Reference.com